# Kaimganj
Kaimganj (lub Qaimganj) – miasto w północnych Indiach w stanie Uttar Pradesh, na Nizinie Hindustańskiej.
Populacja miasta w 2001 roku wynosiła 31 127 mieszkańców.